# Атлантида (фильм, 1932)
«Атлантида» (нем. Die Herrin von Atlantis; фр. L'Atlantide; англ. The Mistress of Atlantis) — немецко-французский научно-фэнтезийный приключенческий фильм 1932 года, поставленный режиссером Георгом Вильгельмом Пабстом по роману Пьера Бенуа 1919 года «Атлантида». Фильм снимался одновременно в трёх версиях — на немецком, французском и английском языках, с разными актерами в некоторых ролях. Главную женскую роль во всех трех версиях сыграла Бригитта Хельм.

## Сюжет
В Африке французский офицер колониальных войск Сент-Ави (Хайнц Клингенберг) рассказывает молодому лейтенанту своего бывшие приключения в легендарном городе Атлантиде, которая похоронена под пустыней Сахара. Два года назад он и его друг Моранж попали в плен в тот подземный город.
В Атлантиде царит неприступная Антинея, и все люди, которые однажды попали в город, обречены оставаться пленниками Атлантиды до самой смерти. Только Моранж не может быть зачарованным, и правительница — впервые в жизни — чувствует влечение любви к заключённому. Поскольку она не может победить Моранжа, она от зависти приказывает Сент-Ави убить своего друга. После убийства Моранжа, Сент-Ави возвращается в сознание и после тщетных попыток убить Антинею, ему удается сбежать из Атлантиды с помощью рабов.
Когда Сент-Ави заканчивает свой рассказ, в нём опять пробуждается страсть и тяга к Антинее. Он снова отправляется в Атлантиду, но в пустыне после песчаной бури исчезает бесследно.